# 金賢重
金賢重（羅馬化：Kim Hyun Joong，1986年6月6日—）為韓國歌手、演員、詞曲作者，2005年加入由南韓經紀公司DSP Media所組成的五人男子流行音樂團體SS501出道，為五位成員之一同時擔任隊長一職。該團體於2010年宣布單飛不解散，之後以個人狀態於亞洲各地持續發展演藝事業。崔女於2015年9月初生下長子；妻子於2022年10月29日生下次子。

## 出道經歷
1986年出生於韓國首爾。
2005年，金賢重以組合SS501的隊長身份正式出道。
2008年出演MBC綜藝節目《我們結婚了》，與韓國女藝人皇甫惠貞成為假想夫婦（生菜夫婦），展現特有的思维方式和脫線的日常表現，人氣急劇上升，有「行走的雕塑」美譽。
2009年出演《花樣男子》尹智厚的角色，得到「國民前輩」的稱呼，人氣再創新高，並獲第45屆百想藝術大賞男演員人氣獎。廣告邀約不斷。同年，舉行SS501亞洲巡迴演唱會，上座率和公眾反應均相當出色。
2010年出演《惡作劇之吻》白勝祖的角色，在亞洲再次掀起韓流熱潮。同年廣州亞運會開幕式上參與演唱了主題曲《日出東方》。而後接受CNN專訪。
2011年6月8日發行個人首張迷你專輯《Break Down》，同年10月11日發行第二張迷你專輯《Lucky》。
2012年1月25日推出首張個人日本單曲《KISS KISS/Lucky Guy》。同年12月12日在日本發行首張日語專輯《UNLIMITED》。2012年生日當天開通新浪微博，首日粉絲即突破23萬人，創下海外藝人之最。
2015年5月12日入伍服兵役，2017年2月11日退伍。

## 爭議

### 前女朋友
2014年8月22日金賢重的崔姓女朋友向韓國首爾的松坡警局提交刑事訴狀，狀告金賢重自5月至7月中旬數次對女方施暴，造成女方身體多處受傷及骨折。然而在2015年2月女方向韓國媒體公佈她已身孕近4個月，金賢重表示正在釐清狀況。並在7月11日法院審理時，金賢重反控先前崔女違約向媒體曝光施暴導致流產的狀況，並向男方索取韓圓6億元保密費，以及已支付女方和解金6億韓元，將全數追討回來。
而在2016年8月，崔女控告金賢重損害名譽侵，並聲稱遭金賢重暴打、逼墮胎，法院表示罪證不足。並在9月23日法官認為崔女證詞可信度低，判金賢重所有罪名皆不成立。另外，2017年1月韓國檢方公開表示，崔女之前提供的對話紀錄，被發現對話內容疑似刻意經過刪除和重組，以及揭露她當時尚未懷孕，最終檢方以詐騙未遂及侵害名譽等罪名將崔女起訴。2018年2月8日，南韓首爾東部地方法院宣判，崔女因詐欺未遂及損毀名譽一案，而被罰款500萬韓圓，以及醫學超音波檢查的胎兒照片也同樣是合成造假。
2018年8月28日，金賢重檢方不滿一審判決因此提出上訴，希望維持原審對崔女判以1年4個月的刑期，於首爾東部地方法院進行二審，崔女在法庭上認錯求情。
2020年11月12日，金賢重前女友崔某提起的損害賠償請求訴訟（上訴審）宣判金賢重勝訴，且崔某應向金賢重支付1億韓圓以及拖延賠償金。

### 親子鑑定
崔女不滿被指造假陷害，2015年7月30日透過法律代理人公開和金賢重的完整私訊對話，並表示在交往2年期間，已知他偷吃過兩名女藝人，也曾與友人目擊到男方和一名女子赤裸躺在床上，被惱羞成怒的金賢重當著在其他人的面前施暴，且暴力行為不僅一次。另外，崔女曾在2014年5月14和15日做過兩次懷孕檢測，結果都顯示確定已懷孕，也與家人陪同下在5月20日到醫院做超音波檢查。
據《日刊體育》的2015年9月10日報導，崔姓前女友預產期是在同月12日，並在準備提出親子鑑定。而崔姓前女友的律師於同日表示，孩子已在月初誕生，但防止母子兩人的隱私曝光，因此不公開孩子性別和出生日期。
2015年12月14日金賢重與崔女在法院裁定的鑑定日前往醫院採樣，並在同月21日所出爐的鑑定報告中親屬關係的準確率為99.9999%，已證明小孩的生父為金賢重。同月27日，金賢重的父親在《Section TV 演藝通信》節目上向剛出生不久的孫子致歉，並對於崔女所提出每個月韓幣500萬元的養育費要求，表示金額過高。另外，金賢重父母於同月21日記者會上，表示會以小孩為優先考量，不會強行爭奪扶養權，會負起養育小孩的責任，但也不放棄和崔女之間的官司糾紛。

### 酒醉駕駛
2017年3月26日凌晨，金賢重駕車在韓國首爾松坡區的道路上，遇到路口信號燈變成綠色後依舊不動，遭到後方的車輛報警處理，被警方發現酒測值高達0.075%，已達吊銷駕照的標準，他向警方坦承酒醉駕駛。經紀公司發表聲明表示，金賢重與朋友私下喝酒2罐啤酒，之後因應停車場管理員要求將車開走，而在開車距離不到1公里途中睡著。但在曝光的監視器畫面中，金賢重不但開了超過3公里，甚至在路中間暫停了長達15分鐘，導致23台車誤以為紅燈跟著停，已嚴重影響道路安全。最終在4月25日檢察官向法院提出簡易判決，罰金為200萬韓圓。

## 音樂作品
所屬團體之共同作品，請參閱 SS501

### 韓國發行

#### 單曲
- 2011年12月25日 《Marry me/Marry You》[38]
- 2013年6月6日 《我活著的理由》

#### 迷你專輯
- 2011年6月8日 《Break Down》
- 2011年10月11日 《Lucky》
- 2013年7月29日 《ROUND 3》
- 2014年7月11日《Timing》
- 2017年11月29日《HAZE》

#### 數碼專輯
- 2019年8月10日 《SALT》

#### 專輯
- 2019年2月4日 《NEW WAY》
- 2020年10月19日 《A Bell of Blessing》

#### 電視原聲帶
- 2008年7月3日 MBC《我們結婚了》－고맙다(謝謝妳)
- 2009年11月19日 MBC《花樣男子》[Luxury Edition]－내 머리가 나빠서 (Acoustic Ver.)（因為我太傻）
  - 本張花樣男子OST收錄的是由金賢重親自演繹的《因為我太傻》,不同於此前電視劇中的片尾曲《因為我太傻》,此版本在旋律上慢了半拍,只配以淡淡的吉他伴奏,由金賢重細膩的嗓音娓娓唱來,更多了一份惆悵和悲傷,讓人有瞬間恍惚的穿越感,彷彿金賢重又回歸到了尹智厚在歌唱。
- 2009年3月18日 MBC《花樣男子》OST Part 2.5 F4 [Special Edition]－행복이란（所謂幸福）
  - 原曲為韓國早期抒情歌手조경수演唱發表。
- 2010年9月8日 MBC《惡作劇之吻》OST Part 2－One More Time
- 2012年4月2日  tvN《結婚的策略》OST Part 1－그대도 나와 같다면（如果妳也和我一樣）
- 2014年4月2日 KBS《感激時代：鬪神的誕生》OST Part 7－오늘이 지나명（我活著的理由）
- 2018年11月29日 KBS W《當時間停止時》OST Part 6－Just for my love

#### 合輯
- 2009年4月30日 三星手機AnyCall Haptic系列
  - 宣傳廣告“Haptic Mission”由《花樣男子》中的F4：李敏鎬、金賢重、金汎、金俊，以及目前韓國人氣女歌手孫淡妃共同演出。這張數碼單曲由金賢重、孫淡妃及金俊獻唱，收錄了Haptic Mission的三首歌曲。

1. Mission No.4（with 金賢重，金俊）／孫淡妃
2. Talk In Love（with 孫淡妃）／金俊
3. Rolling Callin Darling（with 金俊，孫淡妃）／金賢重

- 2011年10月31日  The Face Shop 2011主題曲－黃絲帶的魔法（與少女時代－徐玄合唱）

### 日本發行

#### 單曲
- 2012年1月25日《KISS KISS/Lucky Guy》
- 2012年7月4日《HEAT》
- 2013年6月5日《TONIGHT》
- 2014年6月18日《HOT SUN》
- 2017年6月6日《風車 ＜re:wind＞》
- 2018年6月6日《Take my hand》
- 2018年9月26日《Wait for me》
- 2019年9月11日《THIS IS LOVE》
- 2022年9月14日《Song for a dreamer》
- 2023年3月15日《花路》

#### 專輯
- 2012年12月12日《UNLIMITED》
- 2015年2月11日《今でも》
- 2020年2月5日《月と太陽と君の歌》
- 2020年10月19日金賢重同時在全球發行了常規專輯《“ A Bell of Blessing”》

#### 精選特輯
- 2015年7月1日 《The Best of KIM HYUN JOONG》
- 2016年9月28日 《5th Anniversary The Best》

## 影視作品

### 電視劇
| 年份 | 電視台 | 劇名                       | 角色    | 備註                 |
| 2005 | MBC    | 《男生女生向前走5 前生篇》 | 劍客    |                      |
| 2005 | KBS    | 《愛情能再觸電嗎》         | William |                      |
| 2009 | KBS    | 《花樣男子》               | 尹智厚  | 第二男主角           |
| 2010 | MBC    | 《惡作劇之吻》             | 白勝祖  | 第一男主角           |
| 2011 | KBS    | 《Dream High》             | 金賢重  | 客串                 |
| 2012 | /      | 《都市征伐》               | 白米爾  | 播出編製失敗，已停拍 |
| 2014 | KBS    | 《感激時代：鬪神的誕生》   | 申正太  | 第一男主角           |
| 2018 | KBS    | 《當時間停止時》           | 文俊宇  | 第一男主角           |

## 作品

### 主持
- MBC《Show! 音樂中心》
- Mnet《M! Countdown》
- MBC《我們的日晚 - 獵人》
- 2011年11月6日 SBS第七屆韓流釜山國際煙花節沙灘音樂會 與河智苑共同主持
- 2014 SBS《赤腳的朋友們》

### 寫真集DVD
- 2007年7月3日，《SS501，Summer holiday》
- 2008年11月21日，《PHOTO501》
- 2009年10月14日，《SS501，夢遊夏威夷》寫真集
- 2009年8月，《SS501.Thailand PhotoBook Endless Melody》
- 2010年8月10日，金賢重個人西班牙寫真集《Ready，action！》
- 2010年10月29日，金賢重個人峇里島DVD寫真《The First Love Story》
- 2012年5月16日，《FIRST IMPACT》套裝寫真（4版本）
- 2012年7月11日，《DATV先行發售》，2012年7月18日《Official Collection Book ~FIRST TOUR 2011 IN JAPAN ～素顔のままで～》寫真（120頁）和DVD（30分鐘）
- 2012年12月25日，《金賢重 完全密着ドキュメント24時～K-POP スター 世界を魅了する～》DVD
- 2013年4月13日， 金賢重「真實的模樣 ~ HEAT ~ 」繁體中文版官方寫真書

### 音樂錄影帶
| 他人作品 - 2006年 Eru《黑色眼鏡》（與李英雅和安聖基） - 2006年 2shai《她笑了》（與金奎鐘） - 2009年 金俊《準備ok!》 - 2010年 GUMMY《因爲是男人》（與鄭麗媛） SS501作品 請參閱：SS501#音樂錄影帶 (MV) | 個人作品 - 2011年 - 《Please》、《Break Down》、《Kiss Kiss》（韓日雙版本）、《Lucky Guy》（韓日雙版本）、《Marry Me》、《Marry You》 - 2012年 - 《Let's Party》、《HEAT》、《Your Story》、《Save Today》 - 2013年6月5日 發行 - 《Tonight》 |

## 演唱會
- Good-Bye尹智厚 SHOWCASE

| 日期          | 演唱會站次 | 舉行地點         |
| 2009年3月31日 | 首爾站     | 首爾奧林匹克公園 |

- 《Break Down》新專輯 SHOWCASE

| 日期          | 演唱會站次 | 舉行地點       |
| 2011年6月7日  | 首爾站     | 首爾獎忠體育館 |
| 2011年7月29日 | 東京站     | Zepp Tokyo     |

- 日本首次巡迴演唱會《KIM HYUN JOONG FIRST TOUR 2011 in JAPAN》

| 日期           | 演唱會站次 | 舉行地點                 |
| 2011年11月9日  | 大阪站     | 大阪國際會議場主會館     |
| 2011年11月11日 | 札幌站     | 札幌市民會館             |
| 2011年11月12日 | 仙台站     | 電力會館                 |
| 2011年11月15日 | 廣島站     | ALSOK會館                |
| 2011年11月16日 | 橫濱站     | 太平洋橫濱國立大會館     |
| 2011年11月18日 | 名古屋站   | 世紀會館                 |
| 2011年11月19日 | 東京站     | 東京國際會展中心ムA      |
| 2011年11月20日 | 東京站     | 東京國際會展中心ムA(2場) |
| 2011年11月23日 | 福岡站     | 福岡國際會議場(2場)      |

- 日本出道&專輯發售紀念公演《KIM HYUN JOONG JAPAN MAJOR DEBUT PREMIUM LIVE 2012》

| 日期         | 演唱會站次 | 舉行地點   |
| 2012年2月5日 | 橫濱站     | 橫濱體育馆 |
| 2012年2月5日 | 橫濱站     | 橫濱體育馆 |

- 2012 亞洲粉絲見面演唱會《2012 KIM HYUN JOONG ASIA FANMEETING TOUR 》

| 日期          | 站次     | 地點                      |
| 2012年5月4日  | 新加坡站 | 新加坡室內體育場          |
| 2012年5月12日 | 香港站   | 亞洲國際博覽館            |
| 2012年5月18日 | 台灣站   | 台大體育館                |
| 2012年5月19日 | 台灣站   | 台大體育館                |
| 2012年6月1日  | 成都站   | 四川成都體育館            |
| 2012年6月2日  | 廣州站   | 廣州天河體育館            |
| 2012年6月9日  | 上海站   | 上海大舞台                |
| 2012年6月10日 | 北京站   | 萬事達中心 (原五棵松體育) |
| 2012年7月29日 | 曼谷站   | Impact exhibition hall1   |

- 金賢重 & 陽光直人 『DOUBLE FANTASISTA』

| 日期          | 演唱會站次 | 舉行地點       |
| 2012年7月14日 | 埼玉站     | 崎玉超級競技場 |
| 2012年7月14日 | 埼玉站     | 崎玉超級競技場 |

- 專輯發售紀念公演《KIM HYUN JOONG "HEAT" 2012 in JAPAN》

| 日期          | 演唱會站次 | 舉行地點       |
| 2012年7月15日 | 埼玉站     | 崎玉超級競技場 |
| 2012年7月15日 | 埼玉站     | 崎玉超級競技場 |

- 『HENECIA JAPAN 1周年記念Drama「都市征伐」Memorial Event』

| 日期          | 演唱會站次 | 舉行地點   |
| 2012年10月4日 | 東京站     | 日本武道館 |

- 日本2nd巡迴演唱會《KIM HYUN JOONG JAPAN TOUR 2013 “UNLIMITED”》

| 日期             | 站次     | 地點                   |
| 2013年1月6日     | 兵庫站   | 神戶世界紀念館         |
| 2013年1月9日     | 埼玉站   | 埼玉超級競技場         |
| 2013年1月11-12日 | 愛知站   | 名古屋國際會議場主會館 |
| 2013年1月14日    | 静岡站   | ACT CITY浜松           |
| 2013年1月16日    | 宮城站   | 仙台太陽廣場大廳       |
| 2013年1月26日    | 香川站   | 香川縣縣民館           |
| 2013年1月28-29日 | 福岡站   | 福岡太陽宮             |
| 2013年2月6-7日   | 大阪站   | 大阪國際會議場主會館   |
| 2013年3月3日     | 東京站   | 東京國立代代木競技場   |
| 2013年3月5日     | 北海道站 | 札幌藝術文化館         |
| 2013年3月24-25日 | 廣島站   | 廣島文化學園HBG館      |

- 世界巡迴演唱會《2014 KIM HYUN JOONG WORLD TOUR '夢幻' PHANTASM》

| 日期             | 演唱會站次 | 舉行地點                 |
| 2014年6月28日    | 首爾站     | 奧林匹克公園SK手球競技場 |
| 2014年7月5日     | 台灣站     | 新北市工商展覽館         |
| 2014年7月29-30日 | 橫濱站     | 橫濱體育館               |
| 2014年8月5日     | 大阪站     | 大阪Hall                 |
| 2014年8月9日     | 廣島站     | 廣島縣立綜合體育館       |
| 2014年8月16日    | 上海站     | 上海大舞台               |
| 2014年8月30日    | 廣州站     | 廣州體育館               |
| 2014年9月7日     | 秘魯站     | 利馬博覽公園             |
| 2014年9月19日    | 北京站     | 北京工人體育館           |
| 2014年8月24日    | 曼谷站     | THUNDER DOM              |

- 日本巡迴演唱會《KIM HYUN JOONG JAPAN TOUR 2015 “GEMINI”》

| 日期             | 站次   | 地點                   |
| 2015年1月27-28日 | 神奈站 | 橫濱太平洋國際會議廳   |
| 2015年1月31日    | 石川站 | 金澤歌劇廳             |
| 2015年2月3日     | 宮城站 | 仙台太陽廣場大廳       |
| 2015年2月5-6日   | 愛知站 | 名古屋國際會議場主會館 |
| 2015年2月8日     | 新潟站 | 新潟縣民會館           |
| 2015年2月9日     | 福岡站 | 福岡國際會議中心       |
| 2015年2月10日    | 廣島站 | 上野學園會館           |
| 2015年2月129日   | 香川站 | 香川縣民會館           |
| 2015年2月14日    | 大阪站 | 大阪國際會議場主會館   |
| 2015年2月18-20日 | 千葉站 | 幕張國際展覽中心       |

- 退伍後粉絲見面會《2017 KIM HYUN JOONG FANMEETING 'Anemone'》

| 日期          | 站次   | 地點             |
| 2017年4月29日 | 首爾站 | 首爾奧林匹克公園 |

- 日本巡迴演唱會《KIM HYUN JOONG JAPAN TOUR 2017 “INNER CORE”》

| 日期             | 演唱會站次 | 舉行地點                    |
| 2017年6月7日     | 静岡站     | 靜岡市民文化會館            |
| 2017年6月13日    | 大阪站     | ORIX 劇場                   |
| 2017年6月16-17日 | 愛知站     | 日本特殊陶業市民會館        |
| 2017年6月19日    | 東京站     | 中野太陽廣場                |
| 2017年6月22日    | 宮城站     | 仙台太陽廣場 大廳           |
| 2017年6月24日    | 新潟站     | 新潟公民館                  |
| 2017年6月27日    | 埼玉站     | 大宮 SONIC CITY 大廳        |
| 2017年6月29日    | 廣島站     | 廣島文化學園HBG館           |
| 2017年6月30日    | 大阪站     | 大阪國際會議場 本館         |
| 2017年7月3日     | 福岡站     | 福岡太陽宮 音樂廳           |
| 2017年7月5日     | 神奈川站   | Pacifico 横浜 國立大廳      |
| 2017年7月8日     | 香川站     | Sunport Hall 高松大廳       |
| 2017年7月10日    | 大分站     | 別府Beacon Plaza 愛樂音樂廳 |
| 2017年7月13日    | 北海道站   | Wakwak 假日大廳             |
| 2017年7月17日    | 岩手站     | 盛岡市民文化館              |
| 2017年7月19日    | 千葉站     | 市川市文化會館              |
| 2017年7月21日    | 栃木站     | 栃木縣綜合文化中心          |
| 2017年7月24日    | 兵庫站     | 神戸國際會館                |
| 2017年7月26日    | 京都站     | 京都會館                    |

- 世界巡迴演唱會《KIM HYUN JOONG 2018 WORLD TOUR "HAZE"》

| 日期          | 演唱會站次 | 舉行地點                          |
| 2017年12月2日 | 首爾站     | 首爾高麗大學化汀體育館            |
| 2018年2月17日 | 玻利維亞站 | TEATRO AL AIRE LIBRE JAIME LAREDO |
| 2018年2月20日 | 智利站     | TEATRO COLISEO                    |
| 2018年2月23日 | 墨西哥站   | FRONTON MEXICO                    |
| 2018年3月4日  | 東京站     | NHK大廳 (2場)                     |
| 2018年3月18日 | 大阪站     | ORIX 劇場 (2場)                   |
| 2018年4月7日  | 曼谷站     | Scala Theatre                     |
| 2018年4月21日 | 東京站     | 東京國際會展中心ムA (加場)        |
| 2018年4月22日 | 東京站     | 東京國際會展中心ムA (加場)        |
| 2018年5月5日  | 澳門站     | 澳門百老匯舞台                    |

- 日本巡迴演唱會《KIM HYUN JOONG JAPAN TOUR 2018 “一緒にTake my hand”》

| 日期           | 演唱會站次  | 舉行地點                              |
| 2018年9月27日  | 千葉站      | 市川市文化會館                        |
| 2018年10月7日  | 福岡站      | 福岡太陽宮                            |
| 2018年10月10日 | 兵庫站      | 神戸國際會館                          |
| 2018年10月12日 | 東京站      | 東京國際論壇大廳A                     |
| 2018年10月14日 | 愛知站      | 名古屋國際會議中心                    |
| 2018年10月17日 | 宮城站      | 仙台太陽廣場大廳                      |
| 2018年10月20日 | 静岡站      | 靜岡市民文化會館                      |
| 2018年10月22日 | 大阪站      | 大阪國際會議場 本館                   |
| 2018年10月24日 | 滋賀站      | 滋賀県立芸術劇場びわ湖ホール 大ホール |
| 2018年10月26日 | 香川站      | 香川雷克薩姆大廳                      |
| 2018年10月28日 | 東京站      | 八王子市民会館                        |
| 2018年10月30日 | 埼玉站      | 大宮 SONIC CITY 大廳                  |
| 2018年11月1日  | 廣島站      | 廣島文化學園HBG館                     |
| 2018年11月5日  | 千葉站 幕張 | 幕張國際展覽中心                      |

- 韓國巡迴演唱會《2019 KIM HYUN JOONG CONCERT 'NEW WAY'》

| 日期          | 演唱會站次 | 舉行地點          |
| 2019年2月9日  | 首爾站     | Blue square seoul |
| 2019年2月10日 | 首爾站     | Blue square seoul |
| 2019年2月23日 | 釜山站     | Busan KBS hall    |

- 日本專輯 THIS IS LOVE 發售紀念公演《KIM HYUN JOONG meets...》

| 日期          | 合演嘉賓         | 舉行地點                 |
| 2019年9月12日 | 森重樹一 @ ZIGGY | Studio Coast 新木場 東京 |
| 2019年9月13日 | 寺岡呼人         | Studio Coast 新木場 東京 |

- 世界巡迴演唱會《KIM HYUN JOONG 2019 WORLD TOUR "金賢重"BIO-RHYTHM"》

| 日期           | 演唱會站次   | 舉行地點              |
| 2019年8月21日  | 大阪站       | ORIX 劇場             |
| 2019年8月22日  | 大阪站       | ORIX 劇場             |
| 2019年9月7日   | 香港站       | 延期 (安全考慮)       |
| 2019年9月18日  | 東京站       | 東京國際會展中心ムA   |
| 2019年9月19日  | 東京站       | 東京國際會展中心ムA   |
| 2019年10月6日  | 曼谷站       | Ultra Arena, SHOWDC   |
| 2019年10月12日 | 墨西哥站     | FRONTON MEXICO        |
| 2019年10月13日 | 墨西哥站     | FRONTON MEXICO        |
| 2019年10月16日 | 玻利維亞站   | TEATRO AL AIRE LIBRE  |
| 2019年10月20日 | 秘魯站       | PLAZA ARENA           |
| 2019年10月25日 | 大阪(Encore) | ORIX 劇場 交響樂演出  |
| 2019年10月26日 | 大阪(Encore) | ORIX 劇場 交響樂演出  |
| 2019年11月15日 | 首爾站       | YES24 Hall            |
| 2019年11月16日 | 首爾站       | YES24 Hall            |
| 2020年1月19日  | 澳門站       | 澳門百老匯舞台        |
| 2020年1月25日  | 馬尼拉站     | SM North EDSA Skydome |

- 日本巡迴演唱會《KIM HYUN JOONG JAPAN TOUR 2020 “月と太陽と君の歌”》

| 日期                       | 演唱會站次 | 舉行地點                    |
| 2月1日 ＜月TOUR＞ 抒情風   | 東京站     | 八王子市民会館              |
| 2020年2月2日               | 東京站     | 八王子市民会館              |
| 2020年2月6日               | 静岡站     | 静岡市清水文化会館          |
| 2020年2月9日               | 愛知站     | 愛知県芸術劇場 大ホール     |
| 2020年2月11日              | 埼玉站     | 大宮ソニックシティ 大ホール |
| 2020年2月12日              | 埼玉站     | 大宮ソニックシティ 大ホール |
| 2020年2月15日              | 大阪站     | 大阪国際会議場              |
| 2020年2月18日              | 千葉站     | 市川市文化會館              |
| 2020年2月20日              | 神奈川站   | 神奈川県民ホール 大ホール   |
| 3月5日 ＜太陽TOUR＞ 搖滾風 | 北海道站   | 札幌 PENNY LANE 24          |
| 2020年3月6日               | 北海道站   | 札幌 PENNY LANE 24          |
| 2020年3月9日               | 新潟站     | 新潟 LOTS                   |
| 2020年3月11日              | 神奈川站   | CLUB CITTA’                 |
| 2020年3月12                | 神奈川站   | CLUB CITTA’                 |
| 2020年3月14日              | 宮城站     | SENDAI GIGS                 |
| 2020年3月16日              | 大阪站     | 大阪 なんばHatch            |
| 2020年3月18日              | 廣島站     | 広島 CLUB QUATTRO           |
| 2020年3月19日              | 岡山站     | 岡山 CRAZYMAMA KINGDOM      |
| 2020年3月21日              | 京都站     | 京都FANJ                    |
| 2020年3月23日              | 愛知站     | 大宮ソニックシティ 大ホール |
| 2020年3月25日              | 福岡站     | Zepp Fukuoka                |

- 其他大型演唱會

| 日期           | 演唱會名稱                           | 舉行地點                  |
| 2010年12月14日 | 日本「微笑計劃」慈善演唱會           | 東京巨蛋                  |
| 2012年8月10日  | 2012 神宮外苑煙火大會                | 秩父宮橄欖球場            |
| 2012年8月4日   | 2012 Asia Song Festival              | 麗水世博會 Big-O 海上舞台 |
| 2012年12月31日 | 2013江蘇衛視跨年演唱會               | 南京奥林匹克體育中心      |
| 2013年3月2日   | U-EXPRESS LIVE 2013                  | 幕張國際展覽中心          |
| 2013年9月6日   | Our City & BMC 2013 成都中韓公益晚会 | 四川省體育馆              |
| 2014年9月27日  | AOMORI SHOCK ON                      | 青森港新中央埠頭          |
| 2014年9月28日  | 日韩交流会东京Kpop 演唱会            | 東京 Hibiya Park          |
| 2018年9月24日  | RESORT JAM 2018 広島演唱会           | 国母公園 特設野外ステージ |

## 廣告代言
- 2005年7月 Elite Basic校服CF（SS501成員共同參與）
- 2005年12月22日 MAC服裝品牌（SS501成員共同參與）
- 2006年1月 三星手機CF（搭檔女星文瑾瑩）
- 2006年2月 樂天奶昔CF（SS501成員共同參與）
- 2006年7月5日 Elite的CF（SS501成員共同參與）
- 2007年1月 韓國化妝“Tony Moly”（固定代言人）
- 2008年1月 成為日本動畫《福音戰士·序》的宣傳大使（SS501成員共同參與）
- 2008年1月 在韓國為Pizza Hut 宣傳double barbecue pizza（SS501成員共同參與）
- 2008年9月25日 男性品牌 “T.I FOR MEN”
- 2008年10月 安城拉麵CF
- 2008年10月7日 時尚品牌匡威（CONVERSE）F/
- 2008年11月7日 韓國化妝品“Tony Moly”（固定代言人）
- 2009年1月 MVIO男裝
- 2009年3月 三星anycall
- 2009年3月 Hot Sun炸雞廣告
- 2009年4月 法國休閒運動品牌Le coq sportif（SS501成員共同參與）
- 2009年4月 可口可樂Kin汽水
- 2009年5月 LEVI'S腕表
- 2009年7月13日 成為韓國空港（機場）公社的宣傳大使（SS501成員共同參與）
- 2009年7月16日 MVIO冬季男裝
- 2009年6月至10月 三星Anycall系列廣告
- 2009年10月 Hot Sun炸雞
- 2009年10月 TONY MOLY CF
- 2010年1月 Basic House CF
- 2010年2月 三星信用卡CF，Why not廣告。
- 2010年5月 三星信用卡CF，why not廣告。
- 2010年5月 Hot Sun炸雞
- 2010年7月 韓國知名化妝品 THE FACE SHOP 全球代言人
- 2011年1月 韩国休閒服飾品牌 HANGTEN
- 2011年2月 韓國網站 Coupang
- 2011年4月 樂天免稅店
- 2011年7月 韓國知名化妝品 THE FACE SHOP 全球代言人
- 2011年9月 日本AEON機能性內衣“topvalu HEATFACT 2011”
- 2012年1月 韩国休閒服飾品牌 HANGTEN
- 2012年1月 AEON Valentine's Day 廣告
- 2012年2月 日本美容瘦身品牌“Slim Beauty House”的電視廣告代言人[39]
- 2012年3月 聯合國社會貢獻韓國campaign - 宣傳大使
- 2012年4月 樂天免稅店
- 2012年4月 韓國知名運動品牌CENTER POLE（與姜素拉共同代言）
- 2012年7月 韓國知名化妝品 THE FACE SHOP 全球代言人
- 2013年4月 樂天免稅店
- 2013年至9月 韓國知名化妝品 THE FACE SHOP 全球代言人
- 2014年4月 樂天免稅店

## 個人副業

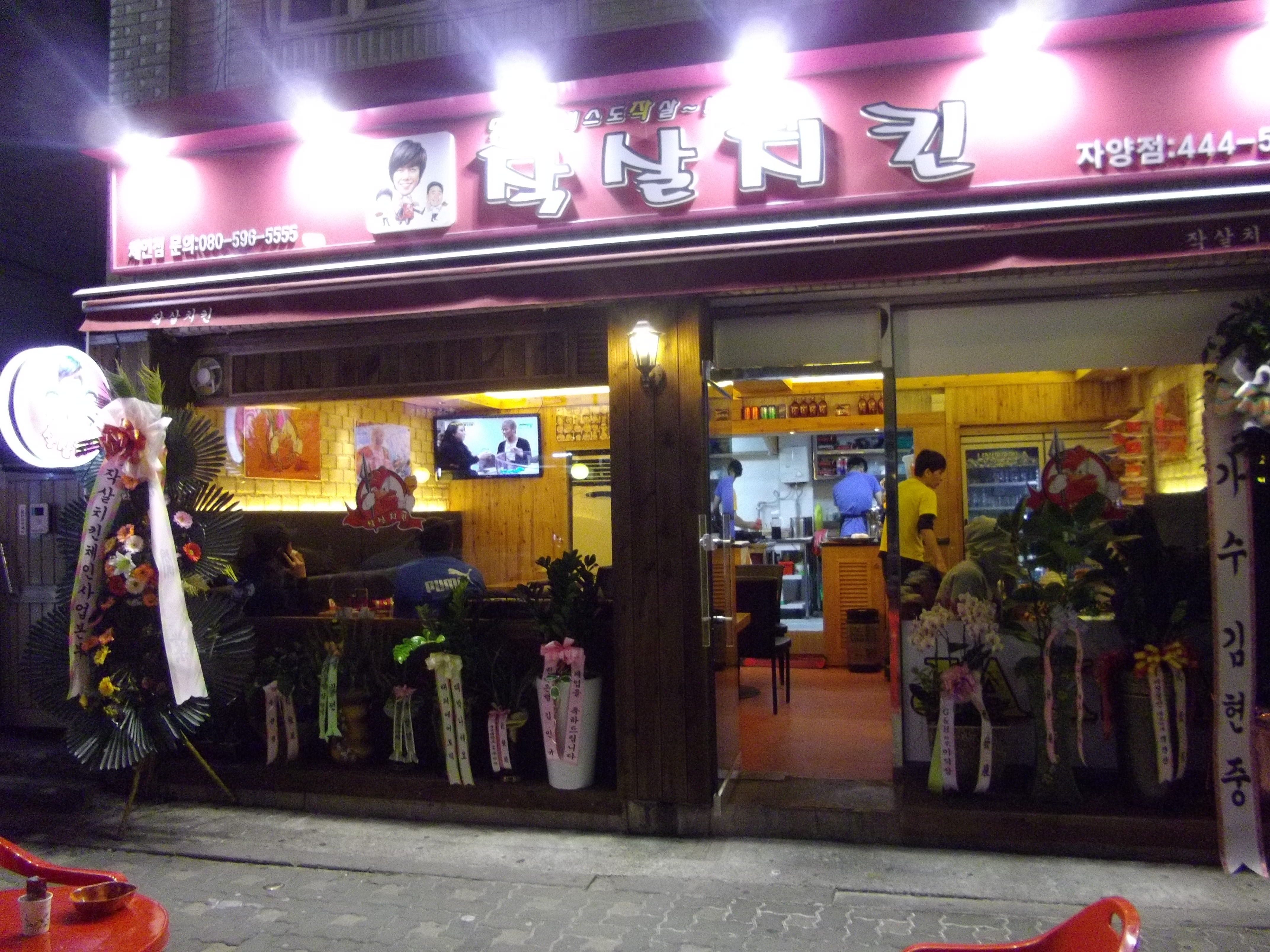
魚叉炸雞 紫陽店 外觀

- 魚叉炸雞（작살치킨）：韓國炸雞店，與朋友共同投資。目前共有石村店、城內店、安山店、紫陽店、日山店、岩寺店、龜尾 眞坪店、龜尾 荊谷店、城南 金光店、舍堂店等十餘家分店。

## 獎項

### 大型頒獎禮獎項
| 年份 | 獎項 |
| ---- | --- |
| 2008 | - MBC放送演藝大賞－Best couple獎（與皇甫惠貞）、特別獎 |
| 2009 | - 第45屆百想藝術大賞－電視部門男演員最佳人氣獎 - 青少年明星頒獎典禮－電視類新人獎 - 第4屆首爾國際電視節－韓流最佳人氣男演員 - Style Icon Awards頒獎典禮 - 觀眾票選最高人氣獎 - 韓國電視節大賞－最佳男演員人氣獎 - Olive Style Icon Awards－最高人氣icon獎 - 安德列金－最佳明星獎 - 第1屆K-pop音樂會議－最熱門男歌手獎 - 第6屆台灣Yahoo!搜尋人氣大獎－海外最具號召力藝人獎 - 日本INNOLIFE網站人氣明星票選頒獎－戲劇最佳男演員獎、新生代韓流代表獎 - 第5屆香港香港Yahoo!搜尋人氣大獎－海外最具號召力藝人獎、亞洲最佳男明星獎、最佳韓國明星獎、最佳男明星獎 |
| 2010 | - Mnet 20's choice－最有影響力的明星獎 - 日本Sky Perfect TV Awards－最佳服裝獎 - Olive Style Icon Awards－最高人氣icon獎 - 第6屆香港香港Yahoo!搜尋人氣大獎－香港最受歡迎韓國藝人獎、台灣最受歡迎韓國藝人獎、亞洲至尊搜尋人氣大獎 - MBC演技大賞－男子人氣獎 |
| 2011 | - MTN電視廣告大賞－最佳CF男模特獎 - Olive Style Icon Awards－最高人氣icon獎 - 第13屆Mnet Asian Music Awards－最佳男歌手獎 - 第7屆香港Yahoo!Asia Buzz Awards－亞洲最具號召力韓國藝人獎、台灣最具號召力韓國藝人獎、香港最具號召力韓國藝人獎、韓國最具號召力韓國藝人獎 |
| 2012 | - 第9屆亞洲音樂節－亞洲最佳歌手獎 - 第6屆中國移動無線音樂盛典－最佳海外歌手獎 - 第8屆香港Yahoo!Asia Buzz Awards－10年人氣大獎、亞洲最具影響力藝人獎、香港地區最具影響力藝人獎、台灣地區最具影響力藝人獎 |
| 2013 | - 第9屆香港Yahoo!搜尋人氣大獎－Buzz Awards- Most Searched Korean Artist |
| 2014 | - 第10屆香港Yahoo!搜尋人氣大獎－亞洲年度熱搜韓國男藝人獎 |

### 音樂節目獎項
| 年份   | 日期     | 電視台 | 節目名稱     | 獲獎歌曲   | 排名 |
| ------ | -------- | ------ | ------------ | ---------- | ---- |
| 2011年 | 6月16日  | Mnet   | M! Countdown | Break Down | 1位  |
| 2011年 | 6月17日  | KBS    | Music Bank   | Break Down | 1位  |
| 2011年 | 6月23日  | Mnet   | M! Countdown | Break Down | 1位  |
| 2011年 | 6月24日  | KBS    | Music Bank   | Break Down | 1位  |
| 2011年 | 10月21日 | KBS    | Music Bank   | LUCKY GUY  | 1位  |

#### 主要音樂節目榜單排名
| 主打歌曲排名成績 | 主打歌曲排名成績 | 主打歌曲排名成績      | 主打歌曲排名成績    | 主打歌曲排名成績       | 主打歌曲排名成績 | 主打歌曲排名成績 |
| 專輯 | 歌曲 | Mnet 《M! Countdown》 | KBS2 《Music Bank》 | MBC 《Show! 音樂中心》 | SBS 《人氣歌謠》 | 備註             |
| 2011年 | 2011年 | 2011年                | 2011年              | 2011年                 | 2011年           | 2011年           |
| --- | --- | --------------------- | ------------------- | ---------------------- | ---------------- | ---------------- |
| Break Down | Break Down | (1)                   | (1)                 |                        | /                |                  |
| Lucky | LUCKY GUY | 2                     | 1                   |                        | /                |                  |
| 2013年 | |                       |                     |                        |                  |                  |
| ROUND 3 | Your Story | 8                     | /                   | /                      | /                |                  |
| 2014年 | |                       |                     |                        |                  |                  |
| Timing | HIS HABIT | /                     | 18                  | /                      | /                |                  |
| Timing | Beauty Beauty | /                     | 24                  | /                      | /                |                  |
| \| - 「/」：沒有相關資料 - 「(1)」：兩星期冠軍 - 「*」：打榜中 \| - 「 」：該段時期未有設立排行榜 - 「TAKE7」：《人氣歌謠》排名候選曲，未能獲得一位 - 「(註)」：《人氣歌謠》於2013年3月17日設榜 \| | |                       |                     |                        |                  |                  |
| - 「/」：沒有相關資料 - 「(1)」：兩星期冠軍 - 「*」：打榜中 | - 「 」：該段時期未有設立排行榜 - 「TAKE7」：《人氣歌謠》排名候選曲，未能獲得一位 - 「(註)」：《人氣歌謠》於2013年3月17日設榜 |                       |                     |                        |                  |                  |

| 各台冠軍歌曲統計 | 各台冠軍歌曲統計 | 各台冠軍歌曲統計 | 各台冠軍歌曲統計 |
| Mnet             | KBS              | MBC              | SBS              |
| ---------------- | ---------------- | ---------------- | ---------------- |
| 2                | 3                | 0                | 0                |
| 一位總數：5      |                  |                  |                  |

## 外部連結
- 金賢重個人經紀公司HENECIA(헤네치아)官網 （页面存档备份，存于）
- 金賢重個人經紀公司HENECIA(헤네치아)Instagram （页面存档备份，存于）
- 金賢重個人日本官方網站 （页面存档备份，存于）
- 金賢重個人YouTube （页面存档备份，存于）
- 金賢重的Facebook專頁
- 金賢重的Instagram帳戶
- 金賢重的新浪微博
- 金賢重個人韓國官方網站 （页面存档备份，存于）
- 金賢重日本環球官網 （页面存档备份，存于）
- 金賢重日本LINE BLOG
- SS501韓國官方網站